# Славгородська селищна територіальна громада
Славгородська селищна територіальна громада — територіальна громада в Україні, в Синельниківському районі Дніпропетровської області. Адміністративний центр — селище Славгород.
Площа громади — 241,6 км², населення — 5252 мешканці (2018).
Утворена 12 травня 2017 року шляхом об'єднання Славгородської селищної ради та Варварівської, Гірківської сільських рад Синельниківського району.
19 липня 2020 року, в результаті адміністративно-територіальної реформи та ліквідації   Синельниківського (1923—2020) району, територіальна громада увійшла до складу новоутвореного Синельниківського району.

## Населені пункти
До складу громади входять 1 селище (Славгород) і 23 села: Андріївка, Бегма, Бурханівка, Варварівка, Володимирівське, Гірки, Грякувате, Дубо-Осокорівка, Запорізьке, Зелене, Мар'ївське, Надеждине, Новоолександрівське, Новоолександропіль, Обоянівське, Олександропіль, Осокорівка, Першозванівка, Польове, Попове, Третяківка, Троїцьке та Тургенєвка.